# Associação Paranaense de Educação Esportiva e Social
L'Associação Paranaense de Educação Esportiva e Social è una società pallavolistica brasiliana, con sede a Curitiba: milita nel campionato brasiliano di Superliga Série B.

## Storia
L'Associação Paranaense de Educação Esportiva e Social nasce nell'agosto 2016 su iniziativa dell'ex tennista Gisele Miró e dell'ex pallavolista Giba. Nel 2018 il club viene iscritto alla Superliga Série B, conquistando la promozione come primo classificato al termine dei play-off. Fa il suo esordio in Superliga Série A nella stagione 2018-19, ottenendo un ottavo posto finale dopo i play-off scudetto. Dopo quattro annate consecutive in massima serie, finisce per retrocedere al termine del campionato 2021-22.